# Andrenosoma complexum
Andrenosoma complexum là một loài ruồi trong họ Asilidae. Andrenosoma complexum được Oldroyd miêu tả năm 1970. Loài này phân bố ở vùng nhiệt đới châu Phi.